# Windows Boot Manager

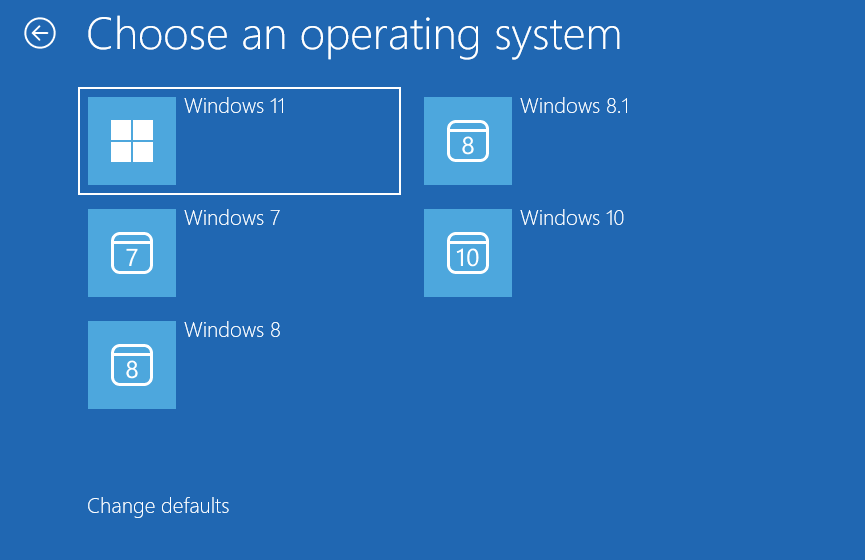

Windows Boot Manager (Bootmgr) とは、Microsoft Windows で採用されるブートローダーおよびブートマネージャー。従来の NT OS Loader に代わって、Windows Vista および Windows Server 2008 以降で採用されている。
本項では、Windows Boot Manager が参照するブート構成データ (Boot Configuration Data, BCD)、Windows オペレーティング・システムの起動時・復帰時に読み込まれる winload.exe/winload.efi と winresume.exe/winresume.efi についても取り扱う。

## 概要
Windows Vista、Windows Server 2008、Windows 7、Windows Server 2008 R2、Windows 8/8.1、Windows 10 、Windows 11のスタートアップ・プロセスは、それ以前のいずれの Windows とも異なる。Windows Vista 以降、ブートセクタは Windows Boot Manager（ファイル名は "bootmgr"）を呼び出し、最初にアクティブパーティションの BCD ストアにアクセスしてオペレーティングシステムの起動情報を参照する。

## 起動プロセス

### Windows Boot Manager
Windows Boot Manager (BOOTMGR) は、ブート構成データ (BCD) を読み込み、オペレーティングシステムの選択メニューを表示する。顕著な変更は、Windows Boot Manager は F8 ファンクション・キーに代わって スペース・キーを押すことで起動を処理する点である。一度 Windows Boot Manager メニューが表示されれば、F8 キーは高度な起動オプションとして割り当てられ続けている。
一貫性のある起動エクスペリエンスを維持するため、EFI（それ自身のブートマネージャーを持つ）ではWindows Boot ManagerおよびそれでブートできるすべてのインストールされたWindows OSはEFIブートマネージャーメニューでは単一のエントリとして表示される（EFI システムにおいて、Windows Boot Manager は、EFI システムパーティション上に格納される EFI アプリケーションである）。Microsoftは、Windows Boot Manager 自身の多重エントリを唯一追加し、EFI 起動マネージャのタイムアウトを2秒に設定する。EFI 起動マネージャは、コンピュータに由来するファームウェアの一部であり、これは Microsoft Windows の一部ではない。Windows Boot Manager はハードディスクに格納されるプログラムであり、これは Microsoft Windows の一部である。また、これは起動の為に MBR を利用するコンピュータといった EFI を採用しないシステムの起動にも用いられる。

### ブート構成データ (BCD)
ブート構成データ (Boot Configuration Data, BCD) は、起動時の構成を格納する、ファームウェアに依存しないデータベースである。これは NTLDR で用いられた boot.ini に代わり、Microsoft の新しい Windows Boot Manager に用いられる。BCD は、レジストリと同等のフォーマットを持つデータファイルに格納される。このファイルは、（EFI ファームウェアが用いられるマシン上で）EFI システムパーティション、または（PC/AT互換機ファームウェアを用いるマシン上で）システム・ボリュームの \Boot\Bcd パスのいずれかに配置される。
BCD は、コマンドラインツールの使用 (bcdedit.exe)、レジストリエディタの使用 (regedit.exe)、Windows Management Instrumentation の使用、または EasyBCD のようなサードパーティツールにより書き換えることができる。
BCD は、Windows Boot Manager によって提供されるメニュー項目を含む。これは、NTLDR によって提供されるメニュー項目を boot.ini が含んでいることと同様。
これらのメニュー項目には、次の事項を含むことができる: 
- winload.exe/winload.efi の起動による Windows の起動に関するオプション
- winresume.exe/winresume.efi の起動による Windows のハイバネーション復帰に関するオプション
- NTLDR の起動による以前のバージョンの Windows NT ファミリの起動に関するオプション
- ボリュームブート・レコードの読み込みと実行に関するオプション

起動構成データは、診断または回復オプションのようなツールを実行できるように、サードパーティーによる統合を考慮している。

### winload.exe/winload.efi
Windows Boot Manager は、オペレーティング・システム・カーネル(ntoskrnl.exe) と boot-class デバイスドライバを読み込む為に、オペレーティング・システムのブートローダーである winload.exe/winload.efi を起動する。この点を振り返ると、winload.exe/winload.efi は Windows NT の以前のバージョンにおける NTLDR のオペレーティング・システム・ローダー機能と機能的に同等である。